# Хенрик I Кёсеги
Хенрик I Кёсеги, также известен как Хенрик Великий (венг. Héder nembeli (I.) Kőszegi Henrik, хорв. Henrik II. Gisingovac, нем. Heinrich II. von Güns; ? — 26/29 сентября 1274) — крупный венгерский магнат второй половины XIII века, основатель и первый член рода Кёсеги. Хенрик был одним из самых заметных ранних «олигархов», который фактически самостоятельно управлял своим доминионом в эпоху феодальной анархии.
В начале своей карьеры Хенрик Кёсеги был самым верным помощником короля Белы IV, который позднее начал борьбу за власть со своим старшим сыном и наследником, герцогом Иштваном. После смерти Белы IV в 1270 году Хенрик Кёсеги отправился в изгнание в Чехию. Король Венгрии Иштван V скоропостижно скончался в 1272 году Таким образом Хенрик смог вернуться в Венгрию. Он стал центральной фигурой во внутренних конфликтах между соперничающими баронскими группами. Он жестоко убил бана Мачвы Белу в ноябре 1272 года, а затем также похитил шестилетнего герцога Андраша в июле 1274 года. Хенрик Кёсеги был убит в битве при Февени в сентябре 1274 года. Историографы XIX века неверно называли его Генрихом Неметуйваром (или Гюссингом).

## Происхождение и ранняя жизнь
Хенрик Кёсеги родился в конце 1210-х годов в клане Хедер, который происходил от двух немецких рыцарей, Вольфа и Хедера, которые переселились из Хайнбурга в герцогстве Швабия в королевство Венгрия во время правления короля Гезы II (1141—1162), согласно Венгерской иллюстрированной хронике, которая сохранила повествование современника Хенрика, хрониста Акоша. Другие работы представляют различные теории происхождения, Шимон из Кезы в «Деянии гуннов и венгров» пишет, что братья пришли из «Вильдонии», из замка Бургруин Вильдоан в Штирии, однако сам замок был построен только после 1157 года, таким образом, что идентификация является неправильной. Янош Туроци говорит в своем труде «Хроника венгров», что оба рыцаря происходили из Хайнбурга в «Алеманнии», следовательно, из герцогства Швабия. Большинство историков принимают версию, представленную Акошом и Венгерской иллюстрированной хроникой.
Отцом Хенрика был Хенрик (I), внук старшего брата Вольфера (умер ок. 1157), основатель бенедиктинского аббатства Кюшен (позднее Неметуйвар, современный Бург Гюссинг в Австрии). Земельные владения Хенрика Старшего лежали вдоль реки Лендва (Ледава), недалеко от западной границы с Австрией. Он фигурирует в некоторых документах в период между 1208 и 1212 годами. Он также обладал правом покровительства бенедиктинскому аббатству Капорнак. Хенрик II был единственным известным сыном. Он впервые упоминается в исторических документах в 1237 году вместе со своими двоюродными братьями Хенце II и Вирунтом (или Веренхертом), когда они были соучредителями Капорнакского аббатства (таким образом, Хенрик Старший определённо умер к тому времени).

## Сторонник короля Белы

### Возвышение

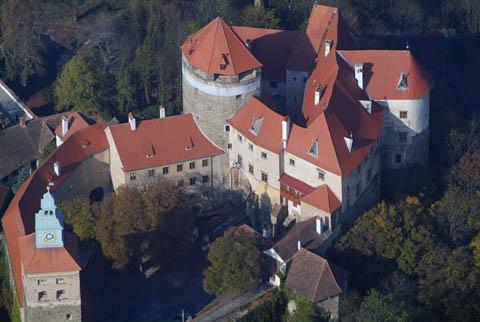
Бург Шлайнинг (Szalónak), построенный Хенриком Кёсеги незадолго до 1270 года

Ранняя карьера Хенрика в значительной степени неизвестна. По словам историка Енё Сюча, он принадлежал к свите короля Белы IV, который бежал из Венгрии через Трансданубию, спасаясь от вторжения монголов после катастрофической битвы в долине Мохи в 1241 году. Вполне возможно, что молодой Хенрик, чьи наследственные земли лежали в пути бегства вдоль австрийской границы, поступил там на придворную службу и остался членом эскорта в Далмации, где Бела и его семья принимали венгерских беженцев в хорошо укрепленных городах на побережье Адриатического моря. Без всякого сомнения, что касается его личности, Хенрик впервые появляется в современных документах в 1244 году, когда он был сделан ишпаном комитата Ваш. Он занимал эту должность по крайней мере до декабря 1245 года (но вполне вероятно, что он служил в этом качестве до 1247 года). После этого он действовал как ишпан комтитата Шомодь с 1247 по 1260 год. Тем временем Хенрик стал одним из самых могущественных баронов королевства, когда его назначили королевским судьей в 1254 году. Это была вторая по престижности должность при королевском дворе. Он сохранял свою должность до июня/ ноября 1260 года. Его заместителем был королевский вице-судья Миклош Тенгерди, по крайней мере, с 1256 года. Хенрик II участвовал в королевской военной кампании летом 1260 года, когда Бела и его союзники вторглись в Моравию, но король Чехии Оттокар II победил их в битве при Кресенбрунне 12 июля 1260 года. Это поражение вынудило Белу отказаться от Штирии в пользу короля Чехии в рамках Венского мирного договора, который был подписан 31 марта 1261 года.

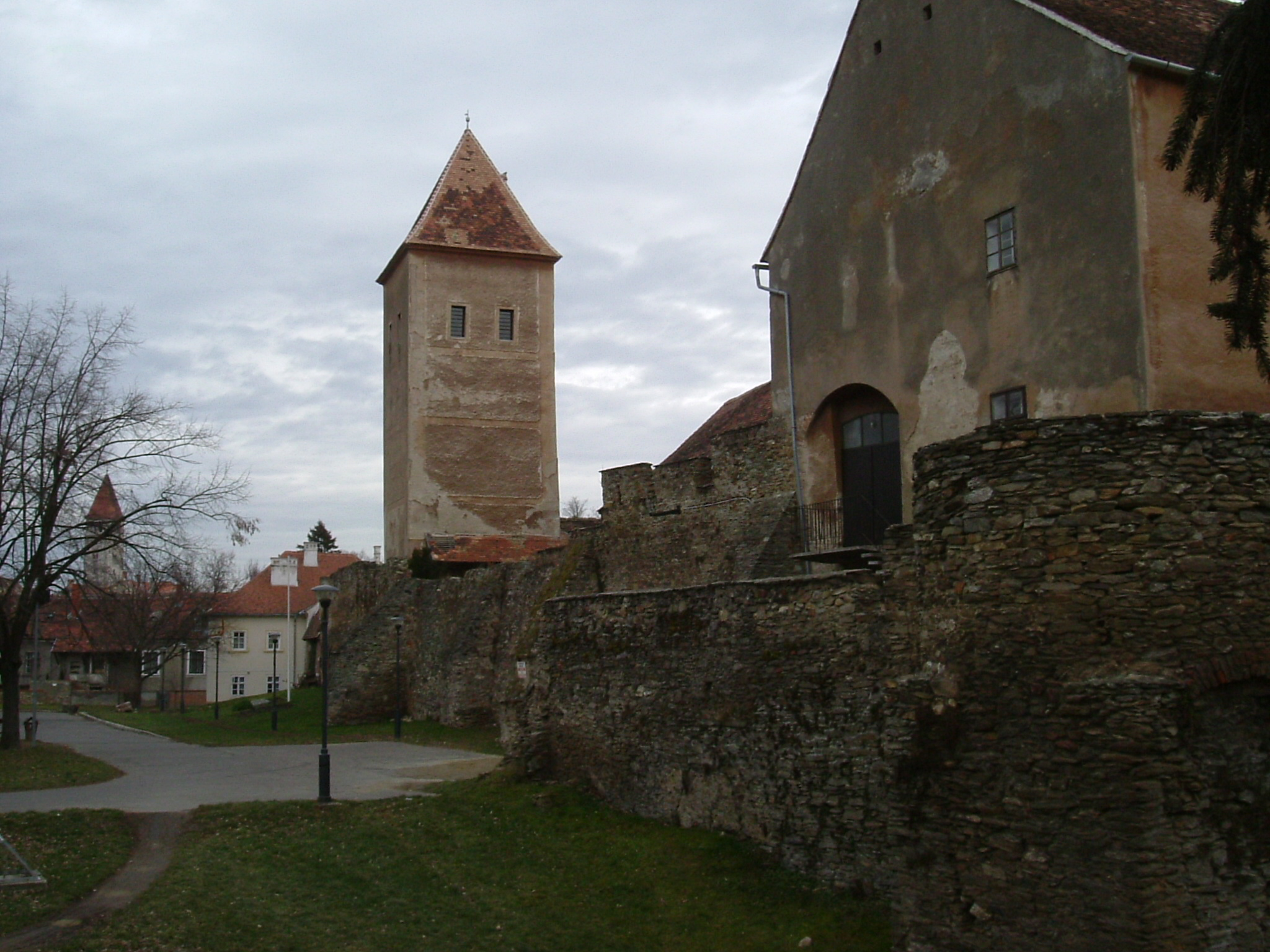
Средневековая стена замка Кёсег, построенного и принадлежащего Хенрику Кёсеги и его потомкам

Комитат Ваш стал центром и территориальной базой для его будущей экспансии и приобретения земельных владений во всех направлениях по всей западной части Трансданубии, которая к концу XIII века превратилась в крупномасштабную сопредельную и целостную территориальную провинцию. Это был Хенрик Кёсеги, который построил замки Сентвид и Салонак (современный Stadtschlaining, Австрия) в этом комитате. Получая крупные личные земельные владения для своей военной карьеры и лояльности в ближайшие десятилетия, Хенрик был основателем и первым членом клана Кёсеги, который доминировал в северо-западной части комитата Ваш. Земли Кёсеги были расположены вокруг значительных крепостей, например Borostyánkő (сегодня Бернштайн в Австрии) и одноимённый Кёсег. Хенрик предоставил этому городу привилегии, переехал туда, сделав его постоянным местом жительства там после строительства там хорошо укрепленного замка. При поддержке короля Венгрии Белы и его щедрых пожалований Хенрик Кесеги установил свое господство независимо от своего родства и не полагался на ранее приобретенные кланом земельные владения в противоположных частях комитета Ваш. Хенрик Кесеги и его потомки стали доминирующей силой всего Трансданубии в течение десятилетий, распространяя свою власть из своих первоначальных имений в комитате Ваш. К 1270 году Хенрик владел фортами Кёсег, Сентвид, Салонак, Боростьянке, Кертес (Пинкакертес, сегодня район Эберау, Австрия), в дополнение к замкам покойного «Фаркаса Загорья» и, возможно, Лека (сегодня Локенхаус в Австрии). Однако Хенрик никогда не владел фортом Неметуйвар (Burg Güssing) при своей жизни. Он был восстановлен только его сыном Иваном Кёсеги спустя почти столетие, в начале 1280-х годов. Таким образом, более ранние венгерские историографические попытки назвать семью «Неметуйварис» или «Гюссингис» (а также «Кюссинис») являются необоснованными и анахроничными. Тем не менее, они все ещё появляются как «Гюссингеры» в немецкоязычных академических работах. В современных записях они упоминались как «generacio Heyderici» (1265) или «род Гейдриха» (1279).
У Хенрика Кёсеги было четверо сыновей от неизвестной жены. Миклош I и вышеупомянутый Иван также были возведены в высокие саны в эпоху поздних Арпадов, в то время как Петер Кёсеги служил епископом Веспрема с 1275 года до его убийства в 1289 году. Они родились примерно в 1240-х годах. Венгерский историк Аттила Жолдос утверждает, что четвёртым сыном Хенрика был Хенрик II. Он был намного моложе своих братьев (таким образом, возможно, родился во второй половине 1250-х годов). Он впервые появился в исторических документах более чем через десять лет после первого упоминания о его братьях, которые к тому времени уже активно занимались политической и военной деятельностью. Жолдос считает, что Хенрик II родился от второго брака его отца. У Хенрика также была дочь, которая вышла замуж за Деметра Чака, ишпана Бакони, и была матерью доминиканского монаха, блаженного Мориса Чака. Позже она стала приняла монашество и проживала в доминиканском монастыре на острове Маргит.

### Палатин Венгрии
Хенрик Кесеги сменил другого верного сторонника Белы, Роланда Ратота на посту палатина Венгрии и ишпана комитата Пожонь осенью 1260 года. Во время своего пребывания в должности Хенрик осуществлял свои судебные полномочия в западной части Венгрии. Он разбирал судебные иски в комитатах Пожонь, Дьёр и Зала в 1260 и 1261 годах. В это время возникли трения между королем Белой IV и его старшим сыном Иштваном. Фаворитизм Белы по отношению к его младшему сыну, Беле (которого он назначил герцогом Славонии) и дочери, Анне, раздражали Иштвана, который оказался более искусным и способным военачальником, чем его отец. Их ухудшающиеся отношения вызвали гражданскую войну, продолжавшуюся до 1266 года. После короткого конфликта Бела IV и его сын Иштван разделили королевство, и Иштван получил земли к востоку от Дуная в 1262 году, который также принял титул младшего короля . Из-за военных условий Хенрик не мог осуществлять свои судебные полномочия, и только четыре известных хартии были сохранены в течение оставшегося периода его пребывания на посту палатина.

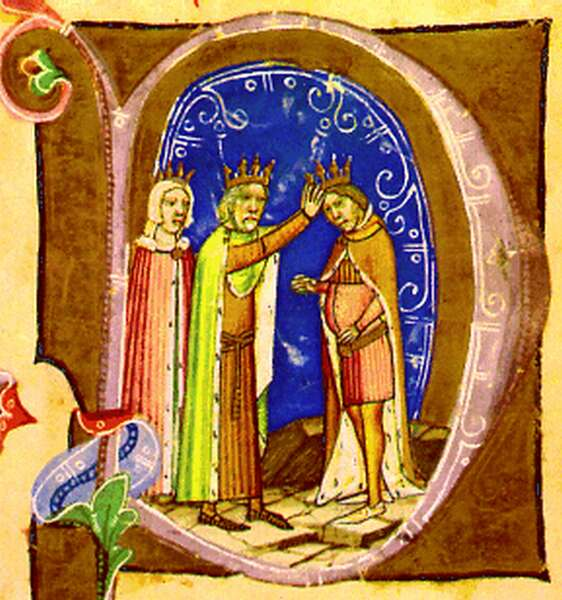
Иштван V был коронован своим отцом Белой IV (Венгерская иллюстрированная хроника)

Отношения между отцом и сыном оставались напряженными, и примирение Иштвана и его отца было лишь временным. Младший король захватил и конфисковал владения своей матери и сестры Анны, которые находились на территории, находившейся под его властью. Армия Белы IV переправилась через Дунай под командованием Анны после 1 августа 1264 года, что ознаменовало начало гражданской войны между отцом и сыном. Хенрик Кесеги был одним из самых видных сторонников Белы во время конфликта и постепенно поднялся до видного места в королевском совете. Историк Аттила Жолдос считает, что Хенрик действовал как фактический командир королевских войск под номинальным командованием герцогини Анны, которая состояла из северного корпуса королевской армии Белы во время гражданской войны. Тем не менее, армия Анны заняла Форт
Патак (руины близ Шаторальяуйхей) и захватила жену Иштвана Елизавету Куманскую и детей, включая будущего короля Ласло IV. После этого Хенрик Кёсеги и его войска начали осаждать и занимать замки Иштвана один за другим в восточной части Верхней Венгрии, в то время как небольшой отряд возвратил ранее конфискованные у Анны поместья в комитате Берег. После падения Патака герцог Иштван послал своего верного военачальника Петера Чака в северные части королевства младшего короля, который успешно осадил и отвоевал у войск Хенрика крепость Баранка (ныне развалины на Украине).
Одновременно отряд королевской армии под командованием королевского судьи Белы Лёринца, сына Кемени, вынудил герцога Иштвана отступить до крепости Фекетехалом (Кодлея, Румыния) на востоке Трансильвании. Из-за затянувшейся осады Фекетехалома (которая, по сути, к тому времени провалилась) Хенрик Кесеги прислал военачальника Эрнье Акоша с армией куманов до Тисантула, чтобы поддержать осаждающих и, позднее, помешать контрнаступлению герцога Иштвана. Сражение произошло где-то к западу от Варада (современная Орадя, Румыния) в феврале 1265 года. Эрнье Акош потерпел серьёзное поражение и сам был захвачен Петером Чаком. Главная армия Хенрика была вынуждена отступить в центр королевства после того, как армия Иштвана пересекла Тису у Варкони и вступила в Трансданубию.
Согласно Янсу дер Еникелю, австрийскому хронисту, армия Хенрика состояла из всей королевской армии Белы IV, дополненной вспомогательными войсками численностью в 1000 человек под предводительством Генриха Прюсселя, ректора Буды, который был послан на место событий супругой Белы, королевой Марией. Сын Анны, Бела из Мачвы, был назначен номинальным командиром королевской армии вместе со своими лейтенантами Хенриком Кесеги и Хенриком Просселем, но эффективное руководство оставалось в руках Хенрика Кесеги. Иштван и его армия одержали решительную победу над армией своего отца в битве при Исасеге в марте 1265 года. Бела из Мачвы смог сбежать с поля боя, а Хенрик Кесеги был взят в плен молодым придворным рыцарем Рейнольдом Бастели, который своим копьем выбил могущественного магната из седла и захватил его на земле . Хенрик Прюссель также был захвачен живым после битвы, однако вскоре после этого он был казнен. Двое из сыновей Хенрика, Миклош и Иван, также были захвачены в плен (они впервые появляются в документах в этой битве). Вместе с другими пленными, трое закованных в кандалы Кесеги были представлены на суд герцога Иштвана после столкновения. Хенрик и его сыновья были взяты в плен, и после битвы при Исасеге король Бела IV был вынужден признать власть Иштвана в восточных частях королевства. 23 марта 1266 года отец и сын подтвердили мир в монастыре Пресвятой Богородицы на острове Маргит, и Хенрик с двумя своими сыновьями, наряду с другими, были освобождены из плена.

### Бан Славонии
После своего освобождения Хенрик был уволен с поста палатина Венгрии и ишпана комитата Пожонь около февраля 1267 года. Тем не менее, он сохранил свое влияние при королевском дворе в течение переходных месяцев. Во время гражданской войны в Венгрии вассал Иштвана, деспот Яков Светослав подчинился царю Болгарии Константину Таху. Летом 1266 года Иштван вторгся в Болгарию, захватил Видин, Плевен и другие крепости, разгромив болгар в пяти сражениях. Бан Славонии Роланд Ратот также участвовал в этой кампании против Второго Болгарского царства. Однако, несмотря на прежнее соглашение, Роланд Ратот вскоре стал политической жертвой соперничества между Белой IV и Иштваном. Под «влиянием интриг лояльных баронов», как отмечается в более позднем документе, король Бела уволил Роланда и заменил его Хенриком Кесеги. Его поместья были также разграблены и уничтожены в Славонии. Хенрик Кесеги впервые появляется в этой должности в начале сентября 1267 года, и, таким образом, он стал также наставником и вице-королем молодого принца Белы, который все ещё назывался герцогом Славонии . Бела и Иштван вместе подтвердили вольности королевских слуг, с тех пор известных как дворяне, летом 1267 года. Хенрик Кёсеги был среди баронов, которые в то время присутствовали в Эстергоме, а затем в Обуде (сентябрь).
Как бан Славонии, Хенрик Кесеги продолжил деятельность своих предшественников и чеканил свой собственный украшенный куницей серебряный динарий во всей Славонии, так называемый banovac или banski denar. Его монеты, с инициалами «h-R», были отчеканены в королевском чекане в Загребе (в современной Хорватии), поэтому также назывались «denarius zagrabiensis». Вполне вероятно, что Хенрик приобрел вышеупомянутые замки «Фаркаш Загорья», возможно, включая Крапину (Корпону), в Вараждинском комитате во время своего пребывания в должности бана. Любимый короля Белы, герцог Славонии Бела достиг совершеннолетия и начал управлять своим герцогством с 1268 года, подчиняясь Хенрику. Однако молодой Бела скончался умер летом 1269 года. Покровитель Хенрика Бела IV также умер на острове Маргит 3 мая 1270 года.

### Ссылка
После смерти Белы герцогиня Анна захватила королевскую казну и бежала в Чехию. Через несколько дней Иштван прибыл в Буду. Он выдвинул своих собственных сторонников из числа знати на самые высокие посты в королевстве. Хенрик Кесеги был заменен на должности бана Славонии Иоахимом Гуткеледом. Тем не менее, вполне вероятно, что Хенрик Кёсеги присутствовал на коронации Иштвана V и 17 мая официально принес присягу на верность новому монарху. Замки и поместья вдоль австрийской границы стали буферной зоной из-за постоянной угрозы экспансионистских амбиций Оттокара. После своей коронации Иштван V встретился с королем Чехии Оттокаром II под Прессбургом (современная Братислава, Словакия), где они заключили перемирие. После этого он поселился в комитате Ваш и попытался примирить старых сторонников своего покойного отца, включая Хенрика Кесеги и Лоуренса Абу, а также назначил королевских каштелянов в пограничные форты из-за угрозы войны с Чехией. Однако один из местных баронов, Миклош Хахот, разместил гарнизон штирийских солдат в своем форте в Пелешке и совершал грабительские набеги на близлежащие деревни. Намерение Иштвана избежать конфронтации с западными магнатами Трансданубии было сорвано мятежом Миклоша Хахота. Хотя его восстание было подавлено в течение нескольких дней к концу ноября, Жолдос утверждает, что восстание и его подавление привели к тому, что вместо мирного примирения несколько магнатов, которые владели землями вдоль границы, включая Хенрика Кесеги и его сыновей, Лоуренса Абы и Миклоша Герегье, последовали за герцогиней Анной в изгнание в Чехию, где они передали свои замки Оттокару II, который принял венгерскую знать под свою защиту. Король Венгрии Иштван, опасаясь амбиций Оттокара, начал грабительский рейд в Австрию около 21 декабря 1270 года.

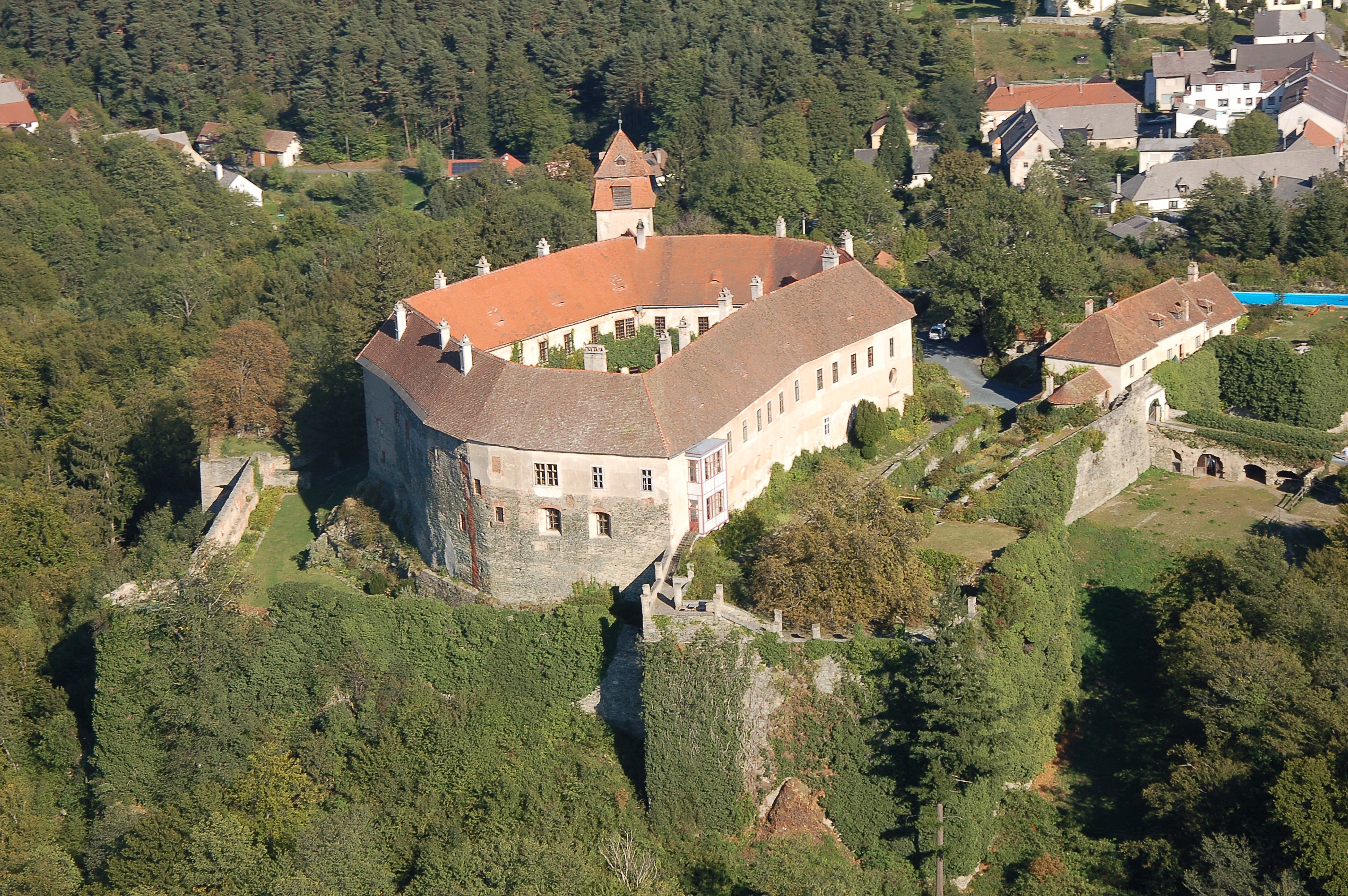
Замок Бернштейн, один из фортов в Западной Венгрии, который Хенрик Кесеги передал чешскому королю Оттокару II осенью 1270 года

Набег перерос в войну весной 1271 года, когда чешский король Оттокар со своей армией вторгся в венгерские земли к северу от Дуная в апреле 1271 года и захватил ряд важных крепостей в Верхней Венгрии. Оттокар II разгромил Иштвана при Прессбурге 9 мая и при Мошонмадьяроваре 15 мая, но Иштван выиграл решающую битву на реке Рабка 21 мая. Посланники двух королей достигли соглашения в Прессбурге 2 июля. Согласно их договору, Иштван обещал, что не будет помогать противникам Оттокара в Каринтии и Оттокар отказался от замков, которые он и его сторонники держали в Венгрии. Хотя чешский король отказался от своих притязаний на территории, завоеванные в Венгрии, Хенрик Кёсеги, укрепившись с чешскими и штирийскими защитниками, отказались вернуть свои замки вдоль западной границы. В результате в августе 1271 года королевский военачальник Грегори Моносло возглавил королевскую армию, которая успешно осадила и захватила четыре замка Генриха Кесеги (включая Кесег и Боростьянке).
Хенрик Кесеги провел свое двухлетнее изгнание при чешском дворе в Праге. За это время он женился на дочери могущественного чешского магната Смила фон Лихтенбурга в 1270 году. Бан Иоахим Гуткелед похитил десятилетнего сына и наследника Иштвана, Ладислава, и заключил его в тюрьму в замке Копривница летом 1272 года. Иштван осадил крепость, но не смог её захватить. Король заболел и был доставлен на остров Чепель. Он умер 6 августа 1272 года. Иоахим Гуткелед отбыл в Секешфехервар. Получив сведения о смерти короля Иштвана V, он решил посадить на королевский престол его сына Ладислава. Вдова Иштвана, Елизавета Куманская, присоединилась к нему, чем привела в бешенство сторонников Иштвана V, обвинивших её в заговоре против мужа. Известный барон Эгид Моносло осадил в конце августа дворец вдовствующей королевы в Секешфехерваре, чтобы «спасти» Ладислава от влияния соперничающей баронской группы, но его действия закончились неудачей, поскольку Гуткелед войска разбили его армию после нескольких стычек и кровопролития. Как писал один австрийский хронист, Эгид Моносло, «боясь мести королевы», бежал в Прессбург вместе со своим братом Грегори. Они захватили замок и его окрестности и передали королю Чехии Оттокару II, который предоставил им убежище. Братья Моносло получили замки в Австрии от Оттокара, который также поручил им управлять Прессбургом и прилегающими фортами. Это благоприятное отношение привело в ярость Хенрика Кёсеги, который к тому времени был уже в тени богемского двора, и он тщетно ждал, что король вернет ему утраченные замки в Венгрии. В результате он решил вернуться в Венгрию и присоединился к баронской группе Елизаветы и Иоахима, несмотря на прежние древние военные действия. Он и его сыновья бежали из Праги осенью 1272 года. Хенрик изгнал свою чешскую жену и в одностороннем порядке расторг свой брак.

## Феодальная анархия

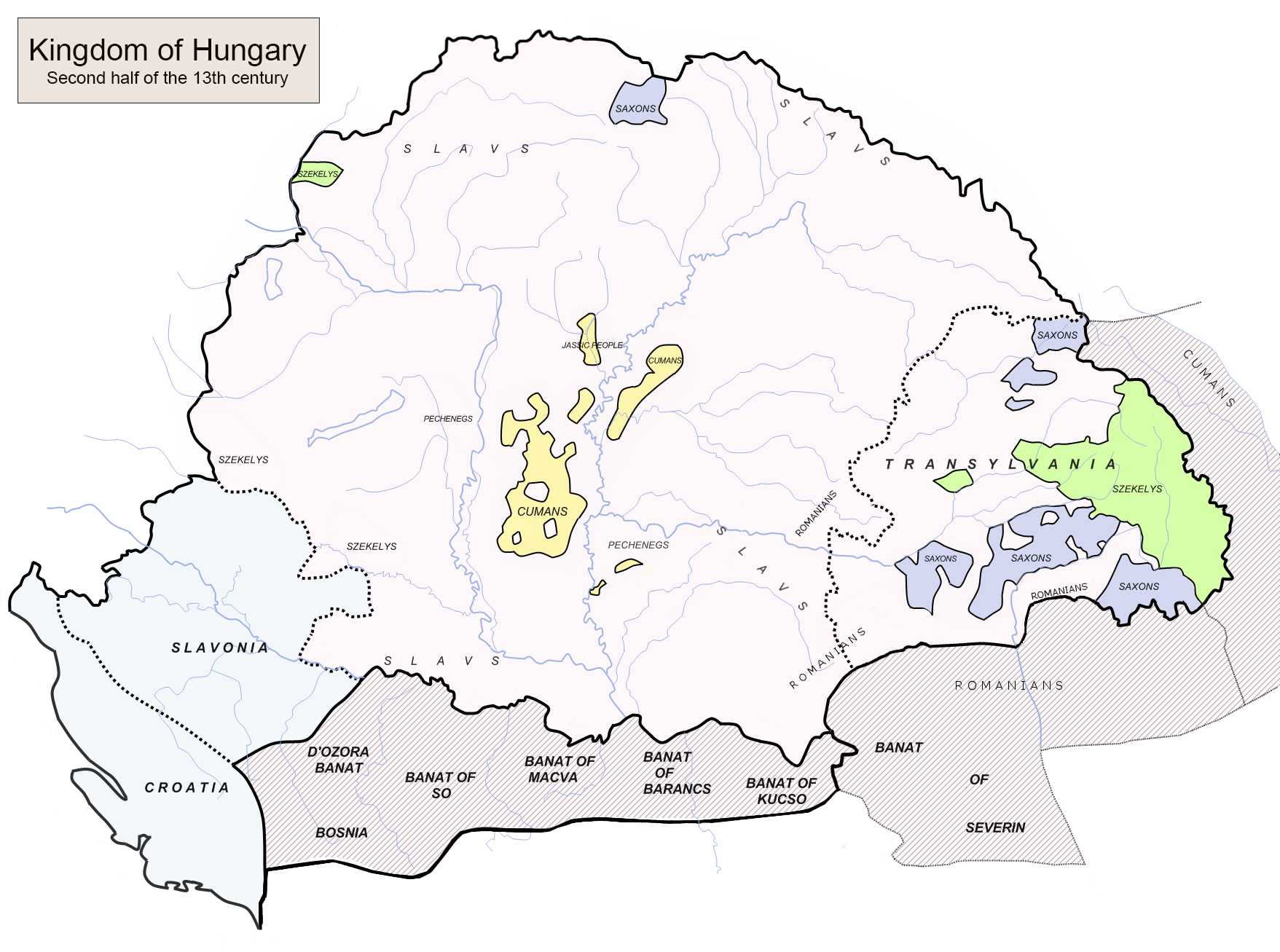
Венгерское королевство (включая банаты) во второй половине XIII века

### Королевский убийца
Новый король Венгрии Ласло IV был коронован в Секешфехерваре около 3 сентября 1272 года. Теоретически 10-летний Ладислав правил при регентстве своей матери, но на самом деле королевством управляли баронские партии, которые боролись друг с другом за верховную власть. Хенрик Кесеги прибыл в Венгрию в начале ноября. Он попросил аудиенции при королевском дворе в Буде и поклялся в верности королеве-регентше. Несмотря на его предыдущее предательство, его приветствие было сердечным, Хенрик получил прощение от Елизаветы, и конфискованные земли Кесеги были возвращены. Однако он не получил ни должности, ни членства в королевском совете. Бан Мачвы Бела, который управлял южными провинциями Венгерского королевства, также явился в королевский двор, чтобы потребовать большей власти в делах королевства. К тому времени он был самым близким и единственным взрослым родственником мужского пола молодого венгерского короля. Елизавета Куманская и королевский совет созвали съезд в доминиканском монастыре на острове Маргит к середине ноября. На мероприятии также присутствовал Хенрик Кесеги. После острого спора он и его свита жестоко убили герцога Белу, бана Мачвы. Хенрик выхватил меч и убил молодого принца, не оставив ни малейшего шанса на сопротивление или вмешательство сторонников Белы. Магнат и его спутники продолжали этот зверский акт даже после того, как тело Белы, израненное бесчисленными смертельными ранами, упало на пол. Они яростно разрубили труп на куски, которые позже доминиканские монахини (включая сестру Белы Маргарет и племянницу Елизаветы) едва смогли собрать.
Акт Хенрика стал вторым убийством против члена венгерской королевской семьи после убийства королевы Гертруды Меранской в 1213 году. Вместе с похищением Ладислава Иоахимом Гуткеледом несколькими месяцами ранее, это ознаменовало начало новой эры в Венгерском королевстве Венгрии, «феодальной анархией», которая продолжалась до 1320-х годов и характеризовалась кризисом королевской власти, постоянной борьбой за власть и возникновением олигархических территориальных провинций. У Хенрика Кесеги было несколько мотивов для преднамеренной подготовки к убийству. Об интенсивности и жестокости этого убийства свидетельствует личный гнев, который усилился после битвы при Исасеге, когда Беле удалось бежать с поля боя, оставив позади своих заместителей, в том числе захваченного в плен Хенрика. Во время встречи Хенрик обвинил Белу в измене, который, по-видимому, связался к королем Чехии Оттокаром II через его мать герцогиню Анну, которая все ещё проживала в Праге, чтобы стабилизировать внутриполитический кризис. Несмотря на личное присутствие королевы Елизаветы и младшего Ладислава, Хенрику и его сообщникам позволили беспрепятственно покинуть место преступления. Бан Мачвы Бела был, по сути, на пути претендентом на престол от каждой баронской группы (включая королеву-регентшу), поскольку он был единственным способным взрослым мужчиной из династии. В результате за этим убийством не последовало никакого возмездия, что укрепило политические позиции Хенрика Кесеги. Провинция Белы, богатое и обширное герцогство Мачва, была разделена между членами ведущих дворянских семей в течение двух недель. Хенрик стал баном Усоры и Соли (в настоящее время Усора и Соли в Северной Боснии и Герцеговине, соответственно), занимая обе должности до конца марта 1273 года.

### Борьба за власть
Сразу же после убийства Хенрик Кесеги заключил союз с Иоахимом Гуткеледом и братьями Герегье, образовав одну из двух основных баронских групп, в то время как в другой доминировали кланы Чак и Моносло. Во время номинального регентства королевы Елизаветы Куманской, обе стороны хотели принять участие в осуществлении власти. Соперничество между двумя партиями характеризовало последующие годы. По словам венгерского историка Балинта Гомана, в первые пять правления короля Ласло IV произошло двенадцать «перемен правительства». Хенрик Кесеги, несмотря на его относительно низкие титулы, считался одним из самых влиятельных людей в королевстве Венгрии на рубеже 1272—1273 годов. Первоначально Хенрик и Иоахим были связаны с королевой Елизаветой против сторонников покойного Иштвана (особенно клана Чак), но вскоре они изгнали королеву-мать и её придворных от власти, и её регентство осталось только номинальным. Заменив Мате Чака, Хенрик Кесеги был объявлен баном Славонии в мае 1273 года. Он сохранял эту должность до самой своей смерти. Его заместителем был Павел Шубич, который впоследствии правил большей частью Далмации, Славонии и Боснии.
В ответ на венгерские вторжения в Австрию и Моравию войска короля Оттокара вторглись в приграничные земли Венгрии в апреле 1273 года. Богемская армия захватила Дьёр и Сомбатхей, разграбив западные графства. Бароны королевства временно заключили мир и установили «правительство национального единства» вокруг июня, чтобы успешно справить с вражеским вторжением. Иоахим Гуткелед отбил два вышеупомянутых форта два месяца спустя, в то время как Дениш Печ сражался с чешским арьергардом под Дьёром в августе. Хенрик Кесеги стал предводителем королевской армии, которая провела рейд в окрестности города Прессбург, который все ещё был захвачен Оттокаром. В августе его войска нанесли поражение чешской армии при Лаа. Затем армия короля Чехии Оттокара отбила Дьёр и захватила многие крепости, в том числе Шопрон. Крупные территории и графства оставались под сюзеренитетом Оттокара, и война была доведена до конца без заключения мирного договора. Сотрудничество баронских партий продолжалось всего несколько месяцев. К октябрю 1273 года баронская группа Кесеги-Гуткелед-Герегье взяла под свой контроль всю страну, вытеснив род Чак. Упразднив равновесие сил между двумя соперничающими группами, Хенрик Кесеги и их союзники изгнали нескольких членов королевского совета и создали однородное «партийное правительство» в конце 1273 года, как назвал его в своей монографии историк Енё Сюч.
Матуш Чак и его союзники отстранили Миклоша Герегье от власти в начале июня 1274 года, но Хенрик Кесеги и братья Гуткеледы смогли сохранить свои позиции, хотя их однородное правительство было прекращено. Опасаясь постепенного продвижения соперничающей группы в предыдущие недели, Иоахим Гуткелед и Хенрик Кесеги захватили молодого короля Ласло IV и его мать близ Буды в конце июня 1274 года. После этого они восстановили однородное правительство, а молодой монарх и королева Елизавета практически содержались под домашним арестом. Хотя Петер Чак освободил короля и его мать за короткое время, два могущественных лорда, Хенрик Кесеги и Иоахим Гуткелед, захватили младшего брата Ладислава, Андраша, и увезли его в Славонию. Они требовали Славонию от имени герцога Андраша и намеревались использовать молодого принца как «анти-короля» против его старшего брата, который к тому времени уже находился под влиянием клана Чак. Во время их путешествия в южную провинцию, королевская армия во главе с Петером Чаком и Лоуренсом Абой преследовала и догнала их в Трансданубии. Войска сторонников Ладислава разгромили их объединённые силы в битве при Февени (или Бекенисомло), недалеко от современного Польгарди в период с 26 по 29 сентября 1274 года. Хенрик Кесеги был убит в перестрелке, в то время как Иоахим Гуткелед сумел выжить. Сыновья Хенрика, Миклош и Иван также бежали с поля боя, отводя свои отряды к пограничным землям между Венгрией и Австрией. После этого Петер Чак с согласия короля Ласло IV собрал армию и выступил в поход на владения сыновей Хенрика Кесеги осенью 1274 года. Королевские войска вступили в Западную Венгрию, грабя земельные владения братьев Кёсеги. Миклош и Иван укрепились в замке Шалонак. Королевская армия осадила форт, но не смогла захватить его из-за наступающей зимы. Благодаря честолюбивым и беспринципным сыновьям Хенрика, семья Кесеги пережила смерть своего отца и, несмотря на прошлые преступления, смогла вернуться к власти весной 1275 года.